# Cilazapril
Cilazapril (INN) is een geneesmiddel voor de behandeling van hypertensie. Het is een prodrug die na absorptie in de lever gehydrolyseerd wordt tot de actieve metaboliet cilazaprilaat. Het behoort tot de groep van de ACE-remmers.
Cilazapril is ontwikkeld door Hoffmann-La Roche. Het kwam rond 1990 op de markt en is inmiddels als generiek geneesmiddel verkrijgbaar in de vorm van tabletten voor oraal gebruik met 0,5, tot 5 mg cilazapril.